# Глабель

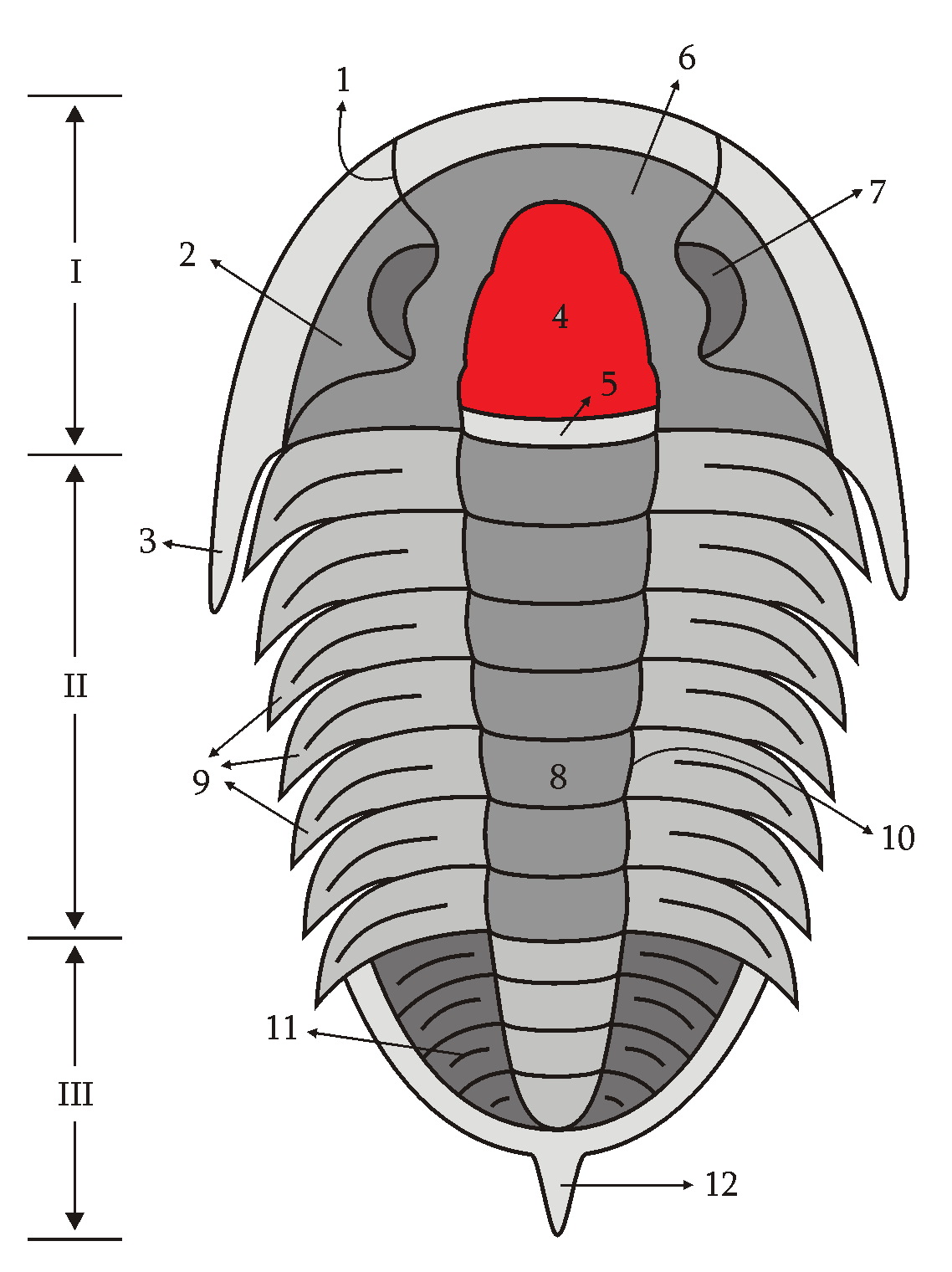
Анатомия трилобита. Глабель, под номером 4, выделена красным

Глабель (также иногда глабелла, от лат. glabellus «безволосый, гладкий», от лат. glaber «гладкий») — средняя часть головного щита трилобитов, расположенная между щёк.

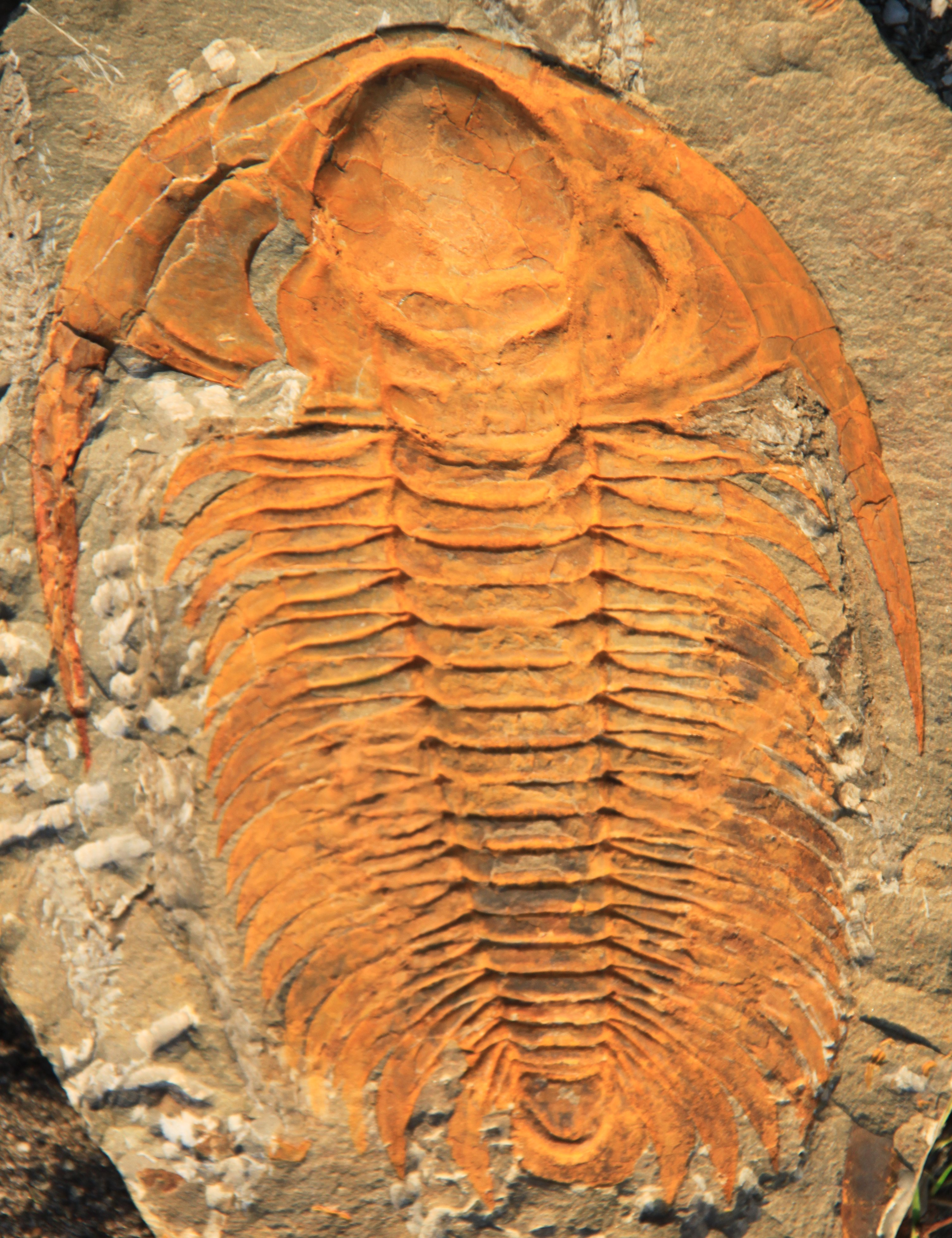
Выпуклая глабель хорошо заметна в окаменелостях

Глабель ограничена по бокам и сзади бороздками и обычно выглядит как вздутие. Под глабелью располагался желудок трилобита, защищаемый ею от внешних воздействий.
Глабель может быть гладкой или сохранять следы членистости; эволюция проходила в направлении потери членистости.